# Camissonia pusilla
Camissonia pusilla är en dunörtsväxtart som beskrevs av John Earle Raven. Camissonia pusilla ingår i släktet Camissonia och familjen dunörtsväxter. Inga underarter finns listade i Catalogue of Life.